# Rio Ibirapuitã Chico
Le rio Ibirapuitã Chico est un cours d'eau brésilien de l'État du Rio Grande do Sul.
C'est un affluent de la rive droite du rio Ibirapuitã.